# 에리카 종
에리카 종(영어: Erica Jong, 1942년 3월 26일 ~ )은 미국의 소설가로, 페미니즘 소설 《비행공포》로 알려져 있다. 《비행공포》는 그녀의 자전적 소설로 출간 당시에는 과격한 표현으로 비판도 많았지만, 현대에는 2세대 페미니즘의 고전으로 받아들여지고 있다. 본명은 에리카 맨(Erica Mann)으로 필명 '에리카 종'은 두 번째 남편이었던 중국계 미국인 앨런 종의 이름에서 따왔다. 뉴욕에서 태어났고 바너드 대학교 영문학과를 졸업했다. 딸 몰리 종패스트 또한 작가이다.